# Elmer Niklander
Elmer Konstantin Niklander (né le 19 janvier 1890 à Rutajärvi (Hausjärvi) ; mort le 12 novembre 1942 à Helsinki) est un athlète finlandais, spécialiste des lancers (poids et disque).
Après avoir remporté, pour la Finlande mais avec un drapeau russe, alors grand-duché russe, la médaille d'argent du lancer du disque à deux mains, et la médaille de bronze du lancer du poids à deux mains lors des Jeux olympiques de 1912 à Stockholm, sa carrière est arrêtée par la Première Guerre mondiale.
Après la guerre, sous les couleurs de la Finlande, il remporte la médaille d'or du lancer du disque lors des Jeux olympiques de 1920 à Anvers, ainsi qu'une médaille d'argent au lancer du poids.
Il est le porte-drapeau de la délégation finlandaise aux Jeux olympiques d'été de 1924 à Paris.